# L’Absie
L’Absie település Franciaországban, Deux-Sèvres megyében. Lakosainak száma 1078 fő (2022. január 1.). L’Absie Largeasse, Saint-Paul-en-Gâtine, Scillé, Vernoux-en-Gâtine és Moncoutant-sur-Sèvre községekkel határos.

## Népesség
A település népességének változása:
| Lakosok száma | 979  | 947  | 960  | 979  | 1016 | 1052 | 1062 | 1073 | 1078 |
|               | 2013 | 2015 | 2016 | 2017 | 2018 | 2019 | 2020 | 2021 | 2022 |